# ESPRIT

Приклад формування підмасивів у методі 2D ESPRIT

ESPRIT ('Estimation of Signal Parameters via Rotational Invariant Techniques) — чисельний метод, який дозволяє визначити параметри суми синусоїд на фоні шумів за кількома вимірами.

## Історія
Метод ESPRIT запропонували Полредж, Рой і Кейлейт в 1985 р. як розвиток методу MUSIC.

## Приклад алгоритму
Алгоритм реалізації метода ESPRIT в MATLAB:
```
function
 esprit(
y
, 
model_order
, 
number_of_sources
):
    
m
 = model_order
    
n
 = number_of_sources
    create covariance matrix R, from the noisy measurements y. Size of R will be (m-by-m).
    compute the svd of R
    [U, E, V] = svd(R)
    
    obtain the orthonormal eigenvectors corresponding to the sources
    
S
 = U(:, 1:n)                 
      
    split the orthonormal eigenvectors in two
    S1 = S(1:m-1, :) and S2 = S(2:m, :)
                                               
    compute P via LS (
MATLAB
's backslash operator)
    
P
 = S1\S2 
       
    find the angles of the eigenvalues of P
    
w
 = angle(eig(P))               
    
return
 
w
```

## Використання
- Оцінювання частот та кутових координат джерел сигналів в цифрових антенних решітках[3][4].